# Bikvadratna i simetrična jednadžba
Bikvadratna i simetrična jednadžba su jednadžbe viših potencija koje se u posebnim slučajevima svode na kvadratne.

## Bikvadratna jednadžba
Kod bikvadratne jednadžbe moguća je supstitucija oblika: x4 = t2 i x2 = t ili neka slična supstitucija kojom se jednadžba svodi na kvadratnu.

### Primjer 1
Zadana je jednadžba:
{\displaystyle x^{4}-13x^{2}+36=0.\,}
Supstitucijom: x4 = t2 i x2 = t nalazimo novu jednadžbu:
{\displaystyle t^{2}-13t+36=0,\,}
gdje rješavajući dobivenu kvadratnu jednadžbu nalazimo: 
{\displaystyle t_{1}=9,t_{2}=4\,}
gdje su tada rješenja zadane jednadžbe:  
{\displaystyle x_{1}=+3,x_{2}=-3,x_{3}=+2,x_{4}=-2.\,}

### Primjer 2
Zadana je jednadžba:
{\displaystyle x^{6}-19x^{3}-216=0.\,}
Supstitucijom: x6 = t2  te x3 = t nalazimo novu jednadžbu:
{\displaystyle t^{2}-19t-216=0.\,}
gdje rješavajući dobivenu kvadratnu jednadžbu nalazimo i rješenja:
{\displaystyle t_{1}=27,t_{2}=-8\,} odn. rješenja početne jednadžbe: {\displaystyle x_{1}=+3,x_{2}=-2.\,}

## Simetrična jednadžba
Pri rješavanju simetrične jednadžbe nalazimo odgovarajuću supstituciju kojom se simetrična jednadžba više potencije pretvara u kvadratnu jednadžbu.
Zadana je jednadžba:
{\displaystyle x^{4}+2x^{3}-6x^{2}+2x+1=0.\,}
Rješavajući jednadžbu nalazimo, redom:
{\displaystyle {\begin{aligned}x^{4}+2x^{3}-6x^{2}+2x+1&=0/:(x^{2})\\x^{2}+2x-6+2{\frac {1}{x}}+{\frac {1}{x^{2}}}&=0\\(x^{2}+{\frac {1}{x^{2}}})+2(x+{\frac {1}{x}})-6&=0/(Supstitucija:x+{\frac {1}{x}}=t,x^{2}+{\frac {1}{x^{2}}}=t^{2}-2)\\t^{2}-2+2t-6&=0\\t^{2}+2t-8&=0\end{aligned}}}
Rješavajući dobivenu kvadratnu jednadžbu nalazimo da je:
{\displaystyle t_{1}=+2,t_{2}=-4.\,}
Sukladno uvedenoj supstituciji možemo ustvrditi da je:
{\displaystyle a)x+{\frac {1}{x}}=2\,}
{\displaystyle b)x+{\frac {1}{x}}=-4\,}
Prema a) nalazimo novu kvadratnu jednadžbu:
{\displaystyle x^{2}-2x+1=0\,}
i prva dva rješenja: 
{\displaystyle x_{1}=x_{2}=1,\,}
a prema b) nalazimo i drugu novu kvadratnu jednadžbu:
{\displaystyle x^{2}+4x+1=0.\,}
i druga dva rješenja: 
{\displaystyle x_{3}=2+{\sqrt {3}},x_{4}=2-{\sqrt {3}}.\,}